# Eloroparakit
Eloroparakit (Pyrrhura orcesi) är en starkt utrotningshotad papegojfågel som är endemisk för Ecuador.

## Utseende och läte
Eloroparakiten är en 22 cm lång och övervägande grön parakit. Den har varierande mängd av rött på tygel, panna och skuldror, blåaktiga handpennor, lätt grå fjällning på bröstet, en matt röd fläck på buken och rödaktig undersida av stjärten. I flykten hörs ett metalliskt drillande "tchreeet tchreeet", på sittplats ett tystlåten tjirpande.

## Utbredning och status
Fågeln förekommer i Anderna i Ecuador (El Oro och Azuay). IUCN kategoriserar arten som starkt hotad.

## Namn
Fågelns vetenskapliga artnamn hedrar den ecuadorianska zoologen Gustavo Orcés den 5:e (1903-1996).